# Камрань (база)
База Камра́нь (вьет. Cam Ranh) — военная база во Вьетнаме, в городе Камрань провинции Кханьхоа. База расположена на берегу Южно-Китайского моря, в бухте Камрань. Благодаря природным условиям порт Камрани считается одним из лучших глубоководных портов в мире. Современный Вьетнам придерживается политики трех нет, по которому государство не передаёт базу третьим странам, но предоставляет лишь в качестве перевалочного пункта для всех стран.

## История
Во время Вьетнамской войны Камрань находилась на территории Южного Вьетнама и была крупной тыловой базой войск США. Американским строительным консорциумом RMK-BRJ были построены аэродром и современный порт. На аэродроме базировались 12-е тактическое истребительное крыло и 483-е тактическое транспортное крыло ВВС США; вопреки некоторым утверждениям, стратегические бомбардировщики B-52 никогда здесь не базировались. В 1972 году США передали все военные объекты в Камрани южновьетнамской армии. 3 апреля 1975 года город был взят северовьетнамской армией в ходе Весеннего наступления.
2 мая 1979 года, через два месяца после окончания китайско-вьетнамской войны, СССР и Вьетнам подписали соглашение об использовании порта Камрани как пункта материально-технического обеспечения советского Военно-морского флота сроком на 25 лет. В августе 1980 года, на основании директивы штаба ТОФ от 28 августа 1980 года № 13/1/0143, на полуострове Камрань был образован пункт материально-технического обеспечения на постоянной основе — войсковая часть 31350 (922-й ПМТО).
В марте 1981 года была сформирована 26-я оперативная бригада кораблей и судов с базированием в бухте Камрань. Через год, в марте 1982 года, штаб 26-й бригады был расформирован, взамен сформирована 17-я оперативная эскадра Тихоокеанского флота, в составе: 119-я бригада надводных кораблей, 38-я дивизия подводных лодок, 255-й дивизион судов обеспечения, 300-й дивизион кораблей охраны водного района, 501-й отряд борьбы с подводно-диверсионными силами и средствами, 1073-й зональный узел связи.
В дальнейшем здесь была развёрнута крупнейшая советская военная база за рубежом общей площадью 100 км², с численностью л/состава порядка 6000 человек. Вся инфраструктура к 1987 году была модернизирована СовСМО 22-го Загрантехстроя Министерства обороны СССР. Военная база на полуострове Камрань имела условное наименование объект РС-3
Организационно 922-й ПМТО в/ч 31350 состоял из управления, финансовой, вещевой, продовольственных служб, службы ГСМ, КЭЧ, ОМИС, поликлиники, 1393-го военно-морского госпиталя, 7-го санитарно-эпидемиологического отряда, автороты, пожарной команды, отделения Военторга и полевого учреждения Центрального банка СССР. Также в гарнизоне размещались: боевая десантная группа морской пехоты, отдельный батальон охраны в/ч 51310, военно-строительный отряд, оркестр, комендатура и т. д.
На аэродроме постоянно базировался 169-й гвардейский смешанный авиационный полк трёхэскадрильного состава авиации ТОФ, включавший:
- 1-я авиационная эскадрилья — противокорабельные ракетоносцы Ту-16К-10-26 — 10 машин; заправщики Ту-16ЗЩ — 2 машины; постановщики помех Ту-16СПС — 4 машины.
- 2-я авиационная эскадрилья — морские разведчики-целеуказатели Ту-95РЦ — четыре машины, противолодочные самолёты Ту-142 — четыре машины, и 2 транспортных Ан-26.
- 3-я авиационная эскадрилья — истребители МиГ-23МЛД — 12 единиц и МиГ-23УБ — 2 единицы
- вертолётный отряд на Ми-14ПС и Ми-14ПЛ.

Штатная численность полка — 741 человек л/состава, в том числе 357 офицеров, 187 прапорщиков и 197 человек срочной службы. Полк первоначально числился в составе 25-й морской ракетоносной дивизии, затем стал отдельным, с подчинением непосредственно командующему ВВС ТОФ. В оперативном отношении полк подчинялся командиру 17-й оперативной эскадры ТОФ.
Если ракетоносцев и вертолётов у флота хватало своих, то истребительная эскадрилья была взята у «сухопутной авиации» дальневосточного ВО. Вторая АЭ в полку своих самолётов не имела — Ту-95РЦ вместе с экипажами командировались с аэродрома Хороль, тогда как Ту-142 поступали с аэродрома Каменный Ручей. Впрочем, весь личный состав базы Камрань служил по ротационной системе: 2 года «холостяки» (или без семьи) и три года — с семьёй.
По договору на базе одновременно могли находиться 8—10 советских надводных кораблей, 4—8 подводных лодок с плавбазой и до шести других судов. Кроме того, разрешалось одновременное пребывание на аэродроме 14—16 самолётов-ракетоносцев, 6—9 разведывательных и 2—3 транспортных. По согласованию между Министерством обороны СССР и Министерством национальной обороны СРВ количество кораблей и самолётов могло увеличиться.
На ПМТО в Камрани возлагался ряд задач: обеспечение кораблей и судов во время стоянки электроэнергией, водой, ГСМ, продовольствием; поддержание установленных запасов МТС, их выдача и доставка на проходившие корабли и суда советского ВМФ; осуществление транзитной связи между судами и кораблями из зоны Тихого и Индийского океанов с командными пунктами Тихоокеанского флота и ВМФ; использование аэродрома для базирования противолодочной и разведывательной авиации; развитие и поддержание советско-вьетнамского содружества.
С началом базирования 17-й оперативной эскадры Тихоокеанского флота Камрань получила статус военно-морской базы.
Согласно советско-вьетнамскому договору, аренда базы была безвозмездной. С 1991 года вьетнамская сторона неофициально предлагала СССР, а затем и России оплачивать аренду.
1 декабря 1989 года 169-й гв. ОСАП был переформирован в 362-ю гв. смешанную авиационную эскадрилью, в составе 2 Ту-95РЦ, 2 Ту-142М и два Ан-26. Истребители и вертолёты были вывезены в Союз на кораблях, Ту-16 перелетали своим ходом, неисправные машины были брошены.
1 декабря 1993 года 362-я гв. ОСАЭ расформирована (Директива ГШ ВМФ № 730/1/0165 от 03.03.1993 г.). Все самолёты перелетели на аэродромы ВВС ТОФ, за исключением одного неисправного Ан-26. На аэродроме сформирована 128-я авиационная комендатура ВВС ТОФ, для обеспечения приёма и выпуска перелетающих самолётов.
В 2001 году руководство России приняло решение не продлевать договор с Вьетнамом и досрочно эвакуировать базу. 17 октября 2001 года президент Владимир Путин объявил на совещании в Минобороны о ликвидации военных баз в Лурдесе и Камрани. Министр иностранных дел России Игорь Иванов отмечал в 2002 году, что «на протяжении 10 лет наш военно-морской флот не выходил в Индийский океан и не пользовался услугами военно-морской базы». База была закрыта следом за закрытием военной базы в Лурдесе (Куба).
17 декабря 2001 года вышла директива ГШ ВМФ № 730/1/859 и директива штаба ТОФ от 08 января 2002 года № 13/1/05 о расформировании 922-го ПМТО.
2 мая 2002 года в торжественной обстановке были подписаны документы о приёме-передаче объектов базы.
4 мая 2002 года последний день военного присутствия России во Вьетнаме.
1 июня 2002 года 922-й ПМТО в/ч 31350 прекратил своё существование в составе Вооружённых Сил РФ.
Часть базы реконструирована и с 2004 года функционирует как гражданский (ныне — международный) аэропорт Камрань.
В 2010 году правительство РФ констатировало, что Камрань как военная база России не нужна, но она заинтересована в использовании части инфраструктуры бывшей базы как пункта материально-технического обеспечения (ПМТО) российского флота.

### Возобновление деятельности
12 ноября 2013 года в ходе российско-вьетнамских переговоров на высшем уровне между президентом России Владимиром Путиным и президентом Вьетнама Чыонг Тан Шангом было подписано соглашение о создании совместной базы для обслуживания и ремонта подводных лодок в Камрани.
25 ноября 2014 года подписано соглашение в ходе визита в Сочи генерального секретаря ЦК Компартии Вьетнама Нгуен Фу Чонга, которое устанавливает нормы пользования российскими боевыми кораблями портом Камрань в упрощённом порядке (кораблям и судам РФ, после несения службы в Мировом океане, требуется лишь уведомление портовых властей, чтобы совершить заход в Камрань).
С весны 2014 года аэродром Камрани впервые стал использоваться для обслуживания самолётов Ил-78, которые обеспечивают дозаправкой топливом в воздухе самолёты Ту-95МС.
12 октября 2016 года официальный представитель министерства иностранных дел Вьетнама Ле Хай Бинь заявил, что «мы не будем вступать в военные союзы или альянсы против третьих стран», добавив, что Вьетнам не допустит размещения на своей территории любых иностранных военных баз.

## Происшествия
- 13 февраля 1985 года, при выполнении ночного вылета на боевую службу пары разведчиков 169-го гв. САП в Южно-Китайское море, потерпел катастрофу по техническим причинам Ту-95РЦ (ведущий), командир корабля майор Кривенко Сергей Дмитриевич. Аварийная ситуация возникла на восьмом часу полёта. За 50 минут до падения командир передал ведомому о прекращении выполнения задания и срезании маршрута напрямую на аэродром Камрань, не объяснив причину этого манёвра. Ведомый, следуя за ведущим на удалении 15 км с превышением 300 м заметил по световому мигающему маяку энергичное перемещение ведущего вправо с последующим снижением, а затем принял по радио сообщение: «Падаем! Падаем! Кто меня слышит? Па…». Никто из экипажа не спасся, причины АП достоверно не установлены. Погибли: м-р С. Д. Кривенко, к-н В. В. Комаров, к-н В. М. Иванов, п/п-к В. И. Ященко, ст. л-т В. С. Серебряков, к-н А. М. Абухаджиев, пр-к В. В. Канцеван, пр-к А. И. Белов, пр-к А. А. Захаров, пр-к В. М. Сидоркин.
- 8 июля 1989 года при заходе на посадку разбился самолёт Ан-12БП, принадлежавший 194-му ВТАП (Фергана). Самолёт заходил на посадку в условиях тропического ливня в аэропорту Хошимин, ударился и отломил правую стойку шасси, повредил винт двигателя № 4, в результате чего двигатель зафлюгировался (автоматическое отключение). По метеоусловиям аэропорта Хошимина экипаж принял решение на аварийную посадку на аэродроме Камрань. После нескольких «пристрелочных» заходов экипаж выполнил посадку на ВПП АС Камрань, самолёт сошёл с полосы, разломился и загорелся. Несмотря на все усилия личного состава авиабазы и гражданских пожарных из городка, самолёт полностью сгорел, погиб 31 человек (из них 27 вьетнамцев — пассажиров). Удалось спасти командира корабля, кормового стрелка и одного из пассажиров — все они получили тяжёлые травмы.
- 12 декабря 1995 года при заходе на посадку в Камрани в сложных метеорологических условиях потерпели катастрофу три истребителя Су-27 из состава пилотажной группы ВВС России «Русские Витязи», которые возвращались с авиационной выставки «ЛИМА-95» в Малайзии. Три самолёта (из них один — двухместный «спарка») на третьем развороте столкнулись с сопкой, погибло четыре лётчика.

В 2009 году в парке культуры при аэропорте Камрань был открыт «Мемориал в честь погибших советских, российских и вьетнамских военнослужащих в Камрани» с именами 44 погибших граждан Советского Союза и РФ. Мемориал построили на месте ранее стоявшего там обелиска памяти погибших советских лётчиков.